# Tetragoneura caetensis
Tetragoneura caetensis är en tvåvingeart som beskrevs av Lane 1952. Tetragoneura caetensis ingår i släktet Tetragoneura och familjen svampmyggor. Inga underarter finns listade i Catalogue of Life.